# Pelidnota grangesi
Pelidnota grangesi är en skalbaggsart som beskrevs av Soula 2006. Pelidnota grangesi ingår i släktet Pelidnota och familjen Rutelidae. Inga underarter finns listade i Catalogue of Life.